# Musée d'Évreux
Le musée d'Évreux (ou musée de l'ancien évêché, ou musée d’Art, Histoire et Archéologie d’Évreux) a été créé en 1873. Il occupe depuis 1961 l'ancien palais épiscopal d'Évreux, édifice de la fin du XVe siècle relié à la cathédrale Notre-Dame par un cloître. Il a le label musée de France. Il abrite environ 1 500 m2 de salles d'exposition sur quatre niveaux et abrite périodiquement des expositions temporaires.
Le quatrième niveau du musée, au sous-sol, est créé en 1985 et a mis au jour les fondations du rempart gallo-romain, visible de la salle d'exposition. Cette salle est consacrée à la Préhistoire et à l'Antiquité.
L'ancien palais épiscopal et ses dépendances font l’objet d’un classement au titre des monuments historiques par arrêté du 23 octobre 1907.

## Histoire
Le palais épiscopal est construit à la fin du XVe siècle sur l'enceinte romaine de la ville sur directives de Raoul du Fou, évêque en titre. Le musée en lui-même est d'abord installé en 1880 dans ce qui est aujourd'hui la Maison des arts Solange-Baudoux, puis est transféré dans l'ancien palais en 1961. Alphonse Chassant (1808-1907), paléographe, en a été le premier conservateur.

## Collection

### Collection archéologique

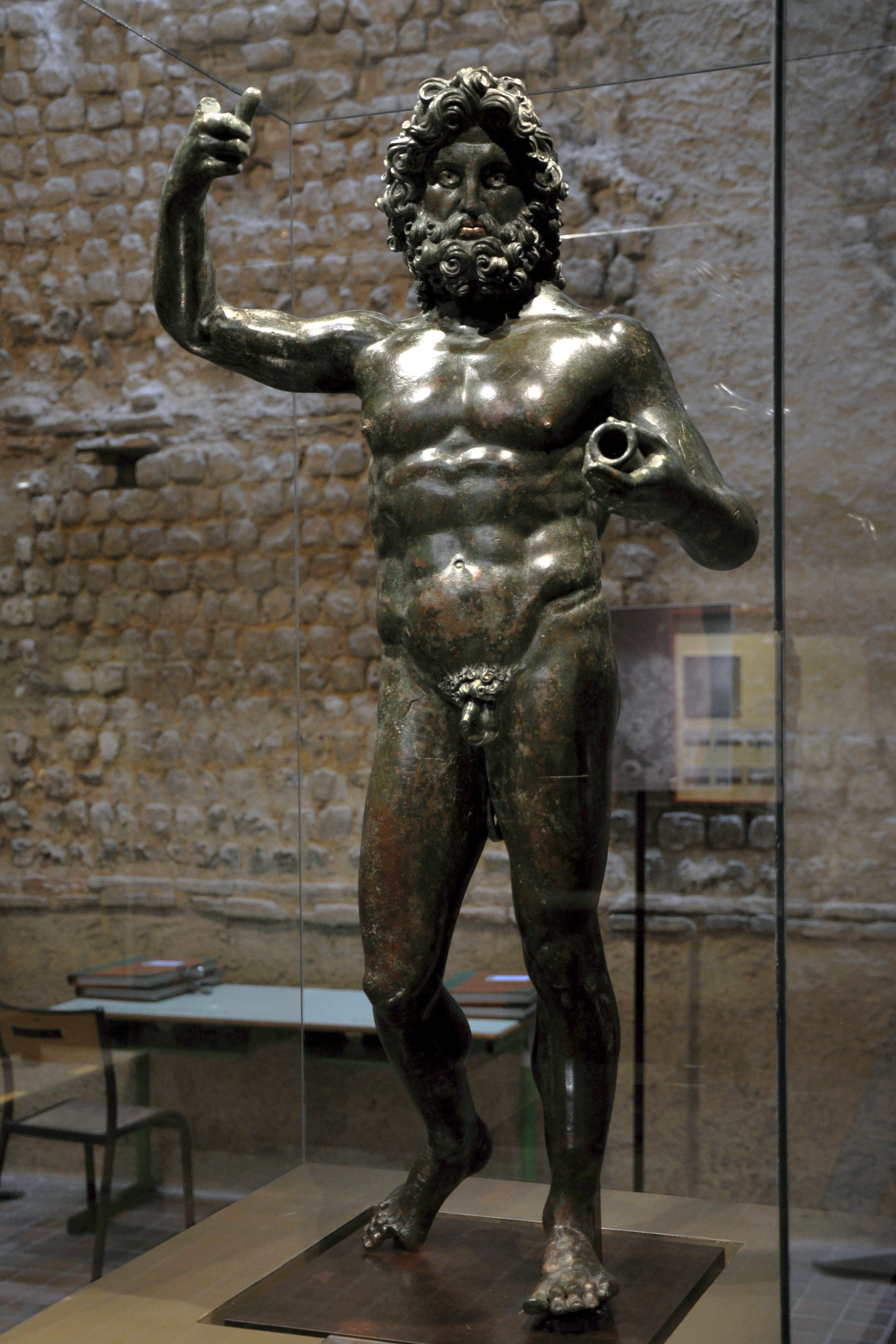
Statue de Jupiter (Jupiter Stator).

La salle archéologique présente les découvertes de la région, de la Préhistoire à la période gallo-romaine. La statue en bronze de Jupiter Stator, provenant du site de Gisacum, constitue l'une des plus belles pièces de la collection.

### Art médiéval et moderne
Plusieurs salles sont consacrées au Moyen Âge (mitre de Jean de Marigny, anneau épiscopal de Jean de La Cour d'Aubergenville, statues). Plusieurs tapisseries d'Aubusson (XIVe siècle) sont également exposées.

### Peinture
Le premier étage rassemble des œuvres des XVIIe et XVIIIe siècles ainsi qu’une belle série de montres anciennes. Le deuxième étage est consacré à la peinture et la sculpture du XIXe siècle (Flandrin, Boudin, Rodin, Gérôme),

#### XVIIeetXVIIIesiècles
- Nicolas Maes
- Alessandro Magnasco
- Charles-Alphonse Du Fresnoy
- Jean-Baptiste van Loo
- Jean-François de Troy
- Pierre Dulin
- Henri-Pierre Danloux

#### XIXesiècle
- Hippolyte Flandrin
- Charles Denet
- Henri Gervex
- Alexandre-Gabriel Decamps
- Narcisse Diaz de la Peña
- Johan Barthold Jongkind
- Albert Lebourg
- Eugène Boudin
- Georges Moreau de Tours
- Alphonse Osbert.

#### XXesiècle
- Jules Chéret : Pierrot, dessin.
- Maurice Denis
- Olivier Debré
- Jean Degottex
- Michel Four
- Hans Hartung
- Fernand Léger
- Henri Michaux
- Judit Reigl
- Pierre Soulages
- Kostia Terechkovitch
- Zao Wou-Ki
- Jean Lambert-Rucki :
  - Composition, 1919, huile sur toile, 56,5 × 47 cm ;
  - Les Promeneurs, 1924, huile sur panneau de bois, 33,5 × 46,5 cm.

## Collections temporaires (sélection)
- 2010 : Du sol au plafond – Carte blanche à Pierre Célice,
- 2011 : Intégration géométrique
- 2016 : Bijoux d'Elsa Triollet